# Морківник лучний
Морківник лучний (Silaum silaus) — вид рослин з родини окружкових (Apiaceae), поширений у Європі, Казахстані, західному Сибіру.

## Опис

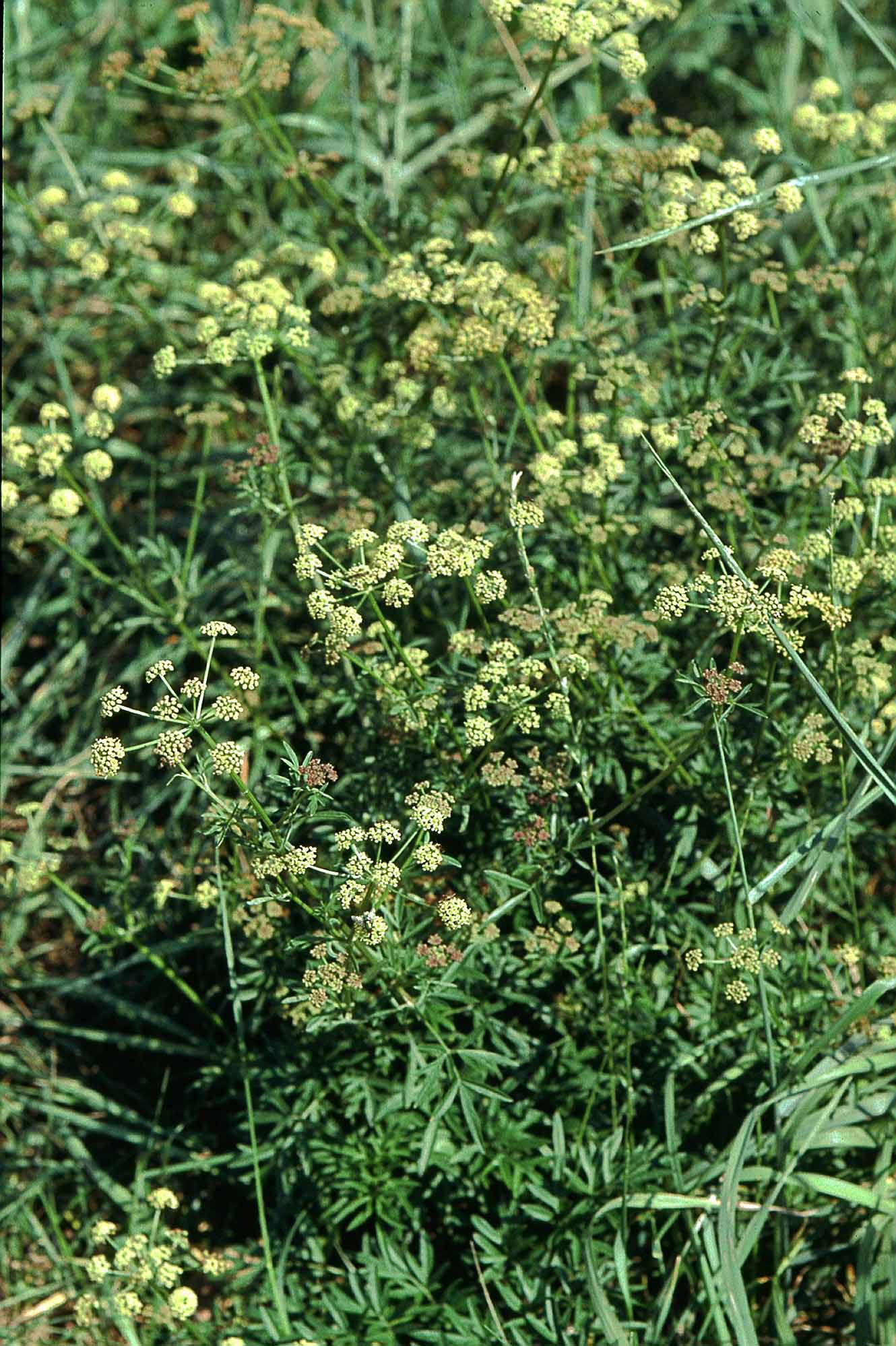

Дворічна рослина висотою 40–80 см. Прикореневі листки на довгих черешках, трикутно-яйцеподібні, 13–18 см завдовжки, тричі перисторозсічені, з ланцетними часточками 1–2 см завдовжки, 2–4 мм завширшки, верхні листки на розширених черешках, менш складні. Зонтики з 6-10 променями; обгорточки з кількох лінійно-ланцетних, на краю вузько-плівчастих листочків, які майже рівні до квітконіжок. Пелюстки жовті. Плоди яйцеподібні, з крилатими спинними й крайовими ребрами. 

## Поширення
Поширений у Європі, Казахстані, західному Сибіру.
В Україні зростає на луках, часто солонцюватих; зростає рідкісними групами — у Лісостепу і Степу, рідко.